# Jimmy Choo

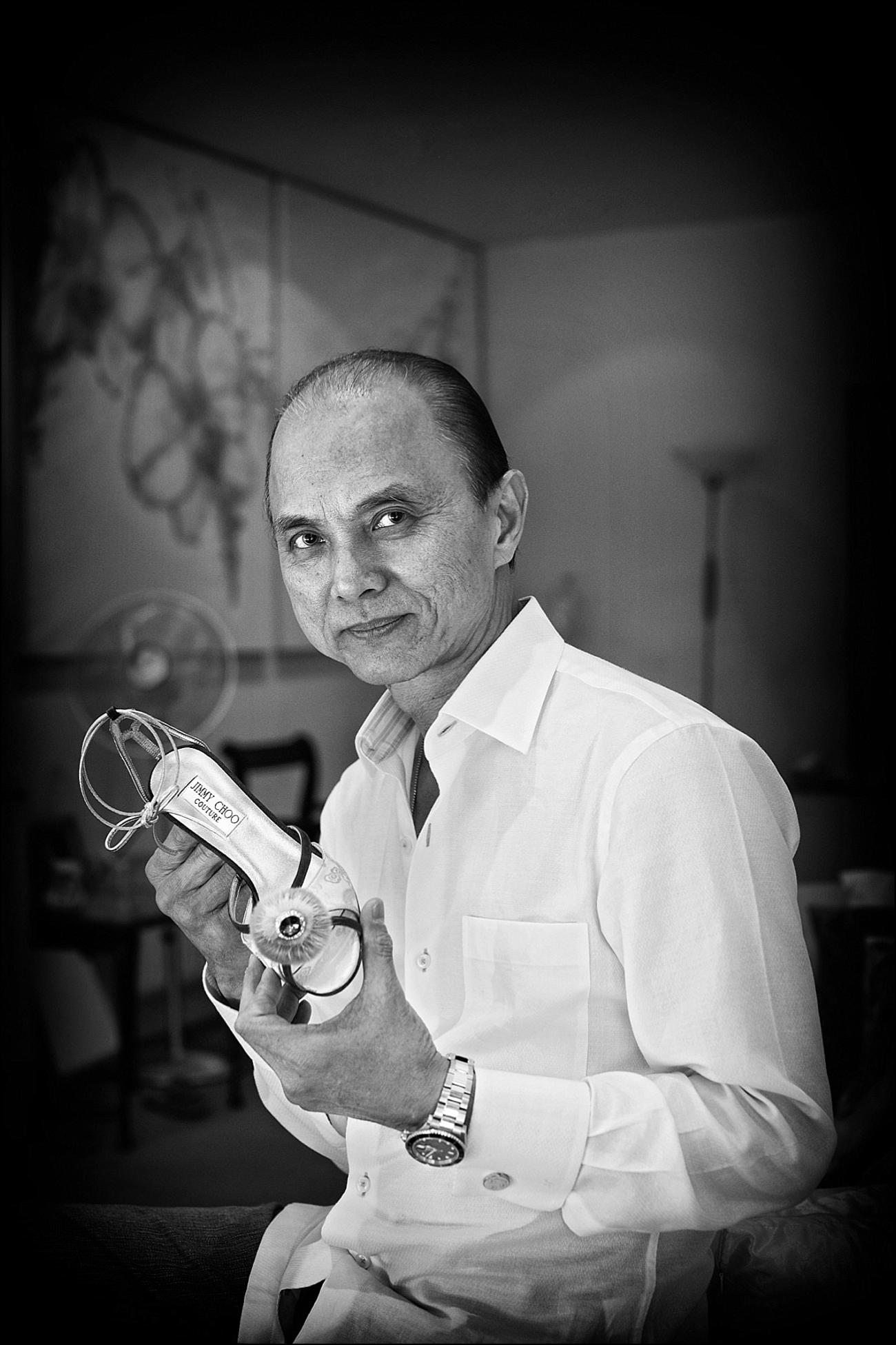
Jimmy Choo, 2009

Jimmy Choo (chinesisch 周仰傑, Pinyin Zhōu Yǎngjié), OBE (* 15. November 1948 oder 1952 in George Town, Penang) ist ein britisch-malaysischer Schuhmacher und Modedesigner chinesischer Abstammung, der von 1996 bis 2001 seinem Schuhmodeunternehmen Jimmy Choo Ltd. als Creative Director vorstand und seit 2001 Couture-Damenschuhe fertigt.
Seit 2017 gehört die Marke Jimmy Choo dem US-amerikanischen Modekonzern Capri Holdings.

## Leben
Choo wuchs in einer chinesischstämmigen Schuhmacherfamilie in George Town auf der Insel Penang auf, die bis 1957 britische Kronkolonie war und damals zur Föderation Malaya gehörte. Das Handwerk lernte er von seinem Vater, in dessen Betrieb er mitarbeitete und als Junge bereits seine ersten Schuhe fertigte. In den 1980er Jahren besuchte Choo in London das Cordwainers’ Technical College, eine traditionsreiche Schule für Schuhmacher am London College of Fashion. Nach seinem Abschluss kehrte er für ein Jahr nach Penang zurück, kam aber bald wieder nach London, wo er ab 1984 seine ersten Schuhentwürfe unter der Marke Lucky Shoes verkaufte. Im ehemaligen Metropolitan Free Hospital in Hackney, mit Alexander McQueen als Nachbarn, eröffnete er 1986 einen Schuhladen für Maßanfertigungen. 1989 stieg die Nichte seiner Ehefrau Rebecca, Sandra Choi, in Choos Betrieb ein. Choo fertigte maßgeschneiderte, modische Damenschuhe im höheren Preissegment aus Leder, Python- und Fischhaut. Zu seinen frühesten Kundinnen gehörte Prinzessin Diana.
Tamara Mellon, die ehemalige Accessoires-Chefin der britischen Vogue, hatte seit 1988 über Jimmy Choo berichtet. 1996 gründeten beide zusammen die Firma „Jimmy Choo Ltd“, mit einer Anschubfinanzierung von Mellons Vater. Choo und Mellon waren zu je 50 % an dem Unternehmen beteiligt, das Mellon leitete und dem Choo als Schuhdesigner zusammen Choi als Creative Director vorstand. Die Schuhe wurden ab jetzt in einer italienischen Fabrik gefertigt und in Kaufhäusern wie Neiman Marcus und Bergdorf Goodman verkauft, in der Londoner Motcomb Street entstand ein Flagship-Store. Durch die Nennung der Schuhe in Fernsehserien der 1990er Jahre wie Sex and the City, die Gilmore Girls und Die Sopranos wurde die Marke einem breiten internationalen Publikum bekannt.

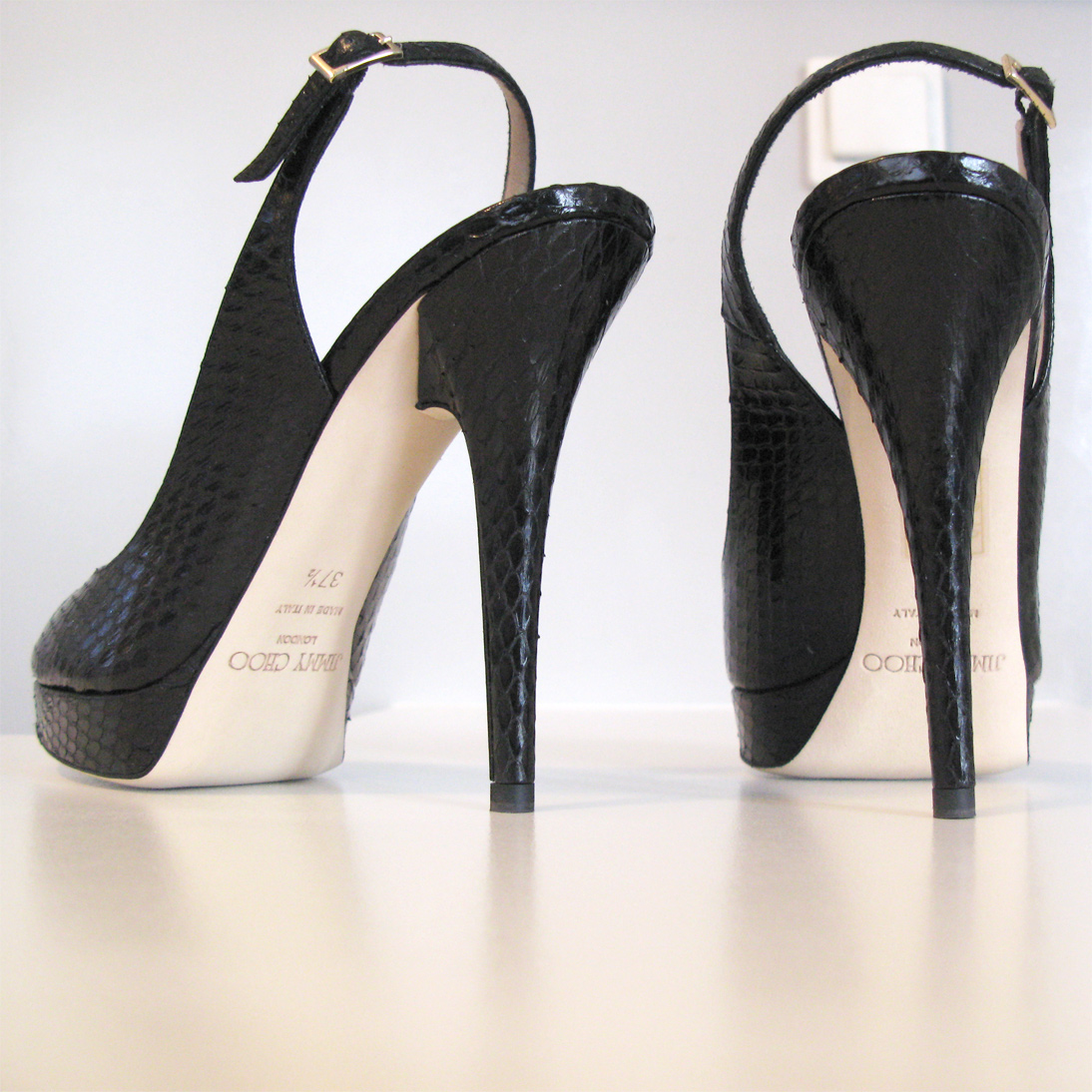
Pumps von Jimmy Choo, 2010er Jahre

2001 verließ Choo das Unternehmen, während Sandra Choi Kreativdirektorin blieb. Choo selbst fertigte ab nun etwa fünf Paar Couture-Damenschuhe in seiner Werkstatt im Londoner Stadtzentrum für ausgewählte Kundinnen. 2009 eröffnete Choo in London das Restaurant Maximini. 2013 wurde Jimmy Choo in die Jury des Red Dot Design Award berufen. Im September 2021 eröffnete in Mayfair die Jimmy Choo Academy für Modedesign, an der Choo als Professor lehrt.
Jimmy Choo lernte seine Frau, Rebecca Choi aus Hongkong, am Cordwainers’ Technical College kennen. Das Paar hat eine Tochter, Emily, und einen Sohn, Danny. Die Familie lebt in London und Malaysia.

### Auszeichnungen
- 1999: Accessory Designer of the Year, British Fashion Council[2]

- 2003: Order of the British Empire, Offizier[4]
- Darjah Indera Mahkota Pahang (D.I.M.P.), Malaysischer Orden, verliehen vom Sultan von Pahang
- Darjah Setia Pangkuan Negeri (D.S.P.N.), Orden von Penang, Offizier[2]

## Jimmy Choo Ltd. seit 2001

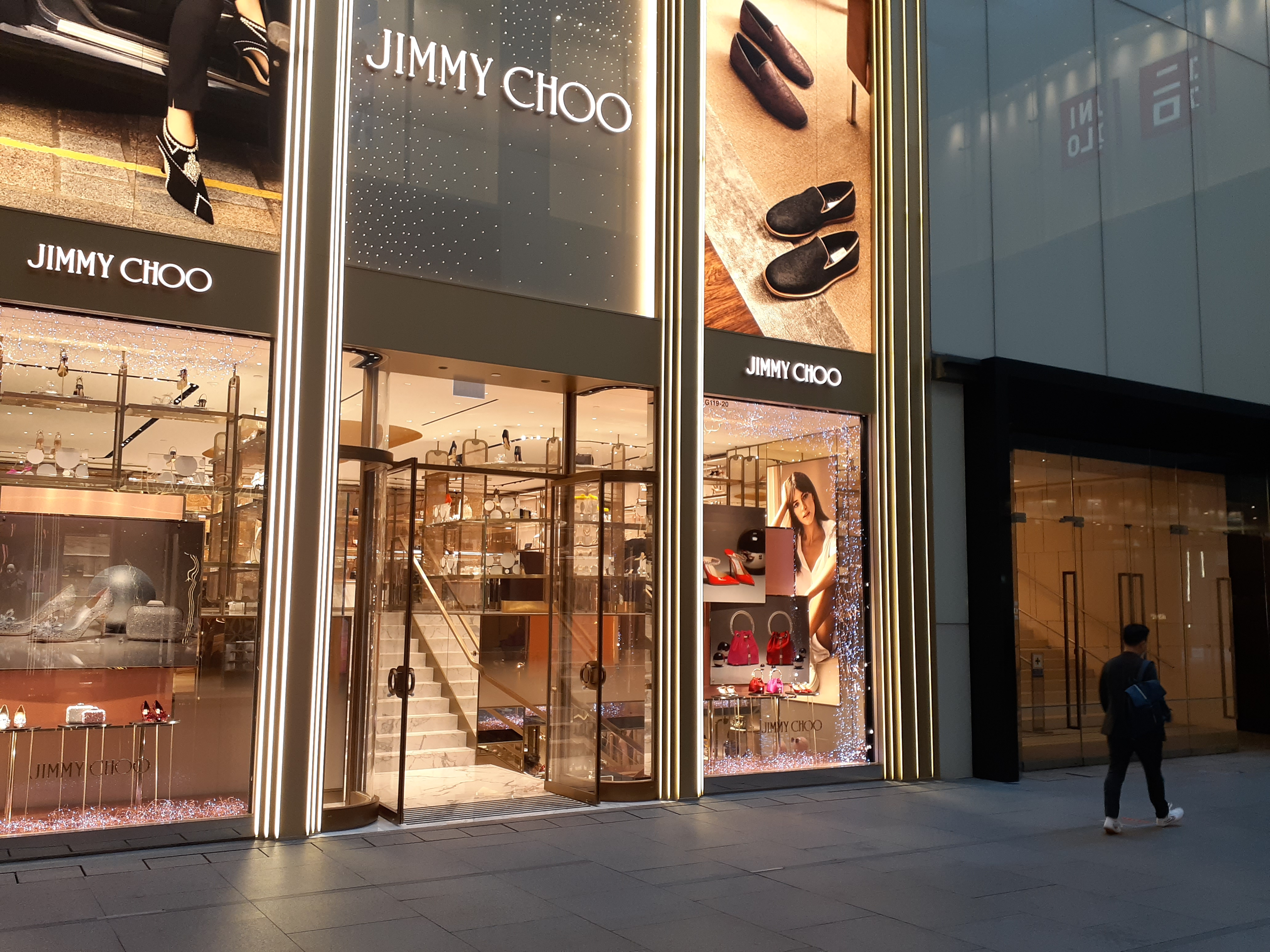
Jimmy-Choo-Ladengeschäft, Hongkong, 2020

Im April 2001 übernahm nach Streitigkeiten zwischen Mellon und Choo das Beteiligungsunternehmen „Equinox Luxury“ für 10 Millionen Pfund Choos Anteile am Unternehmen, woraufhin dieser das Unternehmen verließ. Der CEO von Equinox, Robert Bensoussan, wurde daraufhin CEO von Jimmy Choo Ltd. In den folgenden drei Jahren kamen zu den vier bestehenden Boutiquen 26 weitere hinzu. Neben den Schuhen wurden nun auch eine Handtaschen- und Lederaccessoires-Kollektion etabliert. Ab 2004 war die Firma Lion Capital (Hicks Muse) der Mehrheitseigner von Jimmy Choo Ltd. Ende 2006 gab es weltweit über 40 Jimmy-Choo-Ladengeschäfte. 2007 waren es bereits 60. Ende 2009 ging das Unternehmen mit H&M eine Designer-Kollaboration über eine Kollektion von Bekleidung, Schuhen und Accessoires für Damen und erstmals auch für Herren im niedrigen Preissegment ein.
Im Mai 2011 wurde die Jimmy Choo Ltd. für 570 Millionen Euro verkauft. Das Unternehmen gehörte nun bis 2017 zur JAB Holding, die das Unternehmen Ende 2014 an der Londoner Börse brachte. 2017 wurde die Marke von Michael Kors’ Modekonzern Capri Holdings übernommen.
Das Unternehmen betrieb 2013 rund 150 Ladengeschäfte in 32 Ländern, in denen Schuhe und Accessoires verkauft werden. Die Schuhe von Jimmy Choo wurden unter anderem von Victoria Beckham, Jennifer Lopez, Scarlett Johansson, Cameron Diaz und Emily Blunt getragen.

## Trivia
- Choo wurde als Jimmy Zhou (chinesisch 周) geboren, die Behörden trugen den Namen jedoch falsch auf der Geburtsurkunde ein.

- Jimmy Choo ist der Titel eines gemeinsamen Songs vom Rapper Shyne und der Sängerin Ashanti.